# Associazione Calcio Trento 1921
La Associazione Calcio Trento 1921 es un equipo de fútbol de Italia, con sede en Trento, en la región de Trentino-Alto Adigio. Fue fundado en 1921, y refundado en varias oportunidades. Compite en la Serie C, tercera categoría del fútbol italiano.

## Historia
El fútbol llegó a Trento en 1921 con el nacimiento de la Trento Football Association , que en 1921 reunió a la Trento Union Gymnastics preexistente , cuyos colores sociales eran blanco-celeste con el león rampante, y Sport Pedestre (también llamado Pro Trento ). los cuyos uniformes de juego eran de un negro estrellado (ya que los fundadores eran simpatizantes del Casale ). En los primeros años de su existencia, Trento jugó en rotación con estos dos esquemas de color.
Las águilas logran reorganizarse en el 2020 (mientras tanto la empresa retira la forma cooperativa y pasa a la de capital) y obtener el doble salto de categoría, ganando el campeonato de Eccellenza 2019-2020 (finalizado prematuramente en marzo tras el estallido de la Pandemia COVID-19), y la de la Serie D 2020-2021, volviendo a disputar un campeonato profesional después de 18 años.

## Palmarés

### Torneos interregionales
- Serie D (3): 1969-70 (Grupo C), 1976-77 (Grupo B), 2020-21 (Grupo C)
- Campionato Nazionale Dilettanti (1): 1997-98 (Grupo C)

### Torneos regionales
- Eccellenza Trentino-Alto Adigio (3): 2009-10, 2016-17, 2019-20
- Promozione Trentino-Alto Adigio (2): 1950-51 (Grupo B), 2015-16 (Grupo A)
- Seconda Divisione Venezia Tridentina (1): 1931-32
- Terza Divisione Venezia Tridentina (1): 1930-31
- Copa Italia de Aficionados Trentino-Alto Adigio (2): 2016-17, 2019-20